# Moropsyche apicalis
Moropsyche apicalis là một loài Trichoptera trong họ Apataniidae. Chúng phân bố ở miền Cổ bắc.